# 碧泉乡
碧泉乡，是中华人民共和国四川省南充市仪陇县曾经下辖的一个乡。2019年9月，撤销碧泉乡和双庆乡，将其所属行政区域划归日兴镇管辖。

## 行政区划
碧泉乡撤销前下辖以下地区：
营盘村、古垭村、高阳村、双堰村、友谊村、大营村、清泉村、佛山村、胜利村、尖山村和凤仪村。